# Präsidentenpalast (Nikosia)

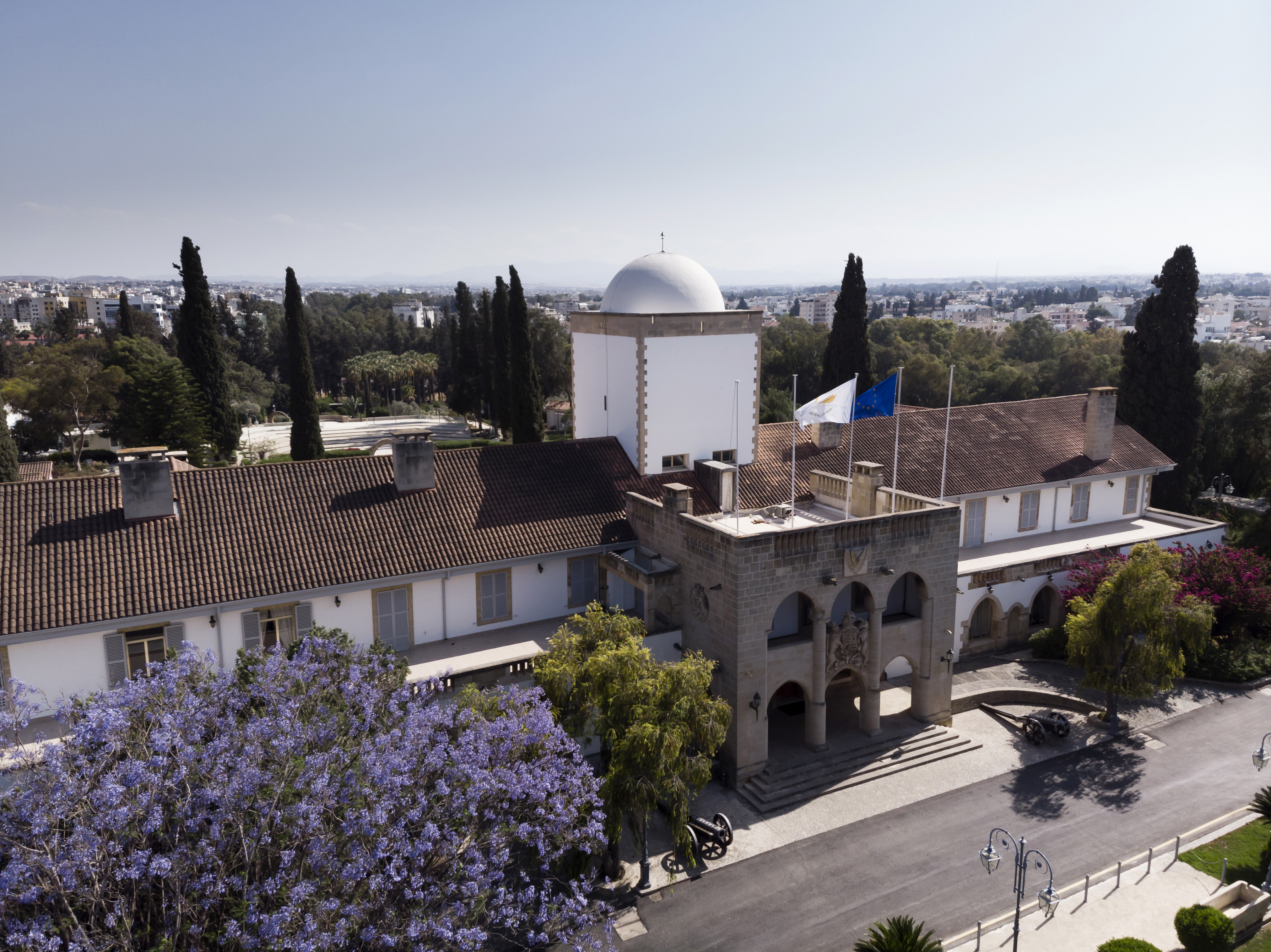
Der Präsidentenpalast

Der Präsidentenpalast (griechisch Προεδρικό Μέγαρο Proedrikó Mégaro, türkisch Cumhurbaşkanlığı Sarayı) ist die offizielle Residenz und der Hauptarbeitsplatz des Präsidenten der Republik Zypern. Es liegt in der Nähe des Zentrums von Nikosia, der Hauptstadt Zyperns, und ist von einem dichten Pinienwald umgeben.

## Geschichte

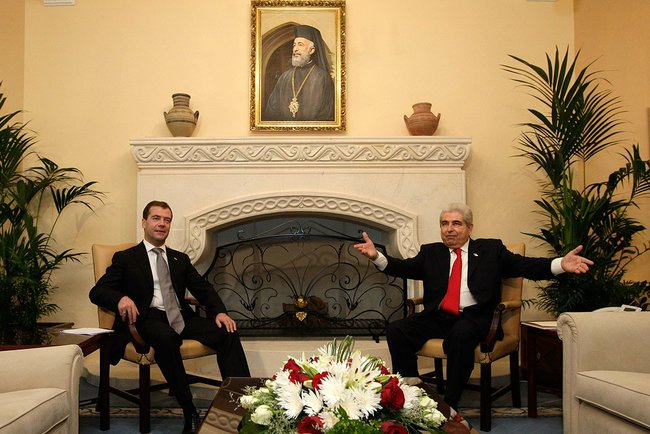
Präsident der Republik Zypern Demetris Christofias mit Präsident Russlands Dmitri Medwedew

Das ursprüngliche Gebäude war ein vorgefertigter Bau, der im November 1878 auf einem als Schlangenhügel bekannten Gelände errichtet wurde, auf dem Richard Löwenherz sein Lager aufgeschlagen haben soll. Das Gebäude wurde vom Kriegsministerium von London nach Ceylon, seinem ursprünglichen Bestimmungsort, verschifft, aber als es Port Said erreichte, wurde es dort nicht mehr benötigt und nach Zypern umgeleitet. Das Gebäude kam in Larnaka an und wurde in Kisten auf dem Rücken von Kamelen nach Nikosia transportiert.
Das Gebäude wurde während der Pro-Enosis-Unruhen vom 21. Oktober 1931 niedergebrannt. Als Folge der Unruhen erließ Sir Ronald Storrs, der Gouverneur von Zypern, am 21. Dezember 1931 ein Sondergesetz, wonach die griechisch-zypriotischen Einwohner für den Bau eines neuen Regierungsgebäudes aufkommen mussten. Insgesamt wurden 34.315 Pfund gefordert, zahlbar bis zum 30. Juni 1932. Die von verschiedenen Städten geforderten Beträge umfassten 14.000 Pfund von Nikosia, 5.500 Pfund von Limassol, 5.000 Pfund von Famagusta, 2.000 Pfund von Larnaka, 500 Pfund von Paphos und 6.315 Pfund von anderen Dörfern.
Das neue Gebäude wurde von Maurice Webb von der Firma Sir Aston Webb & Sons entworfen. Der Bau wurde von JV Hamilton & LF Weldon von der Abteilung für öffentliche Arbeiten in Nikosia durchgeführt. Die Hauptstruktur wurde aus Gerolakkos-Sandstein gebaut, wobei für die Treppen härterer Sandstein aus Limassol verwendet wurde. Der Bau wurde 1937 mit Gesamtkosten von 70.000 Pfund abgeschlossen. Zu den auffälligsten Merkmalen des Palastes gehören das britische Wappen und vier Wasserspeier mit menschlichen Köpfen, die den für den Bau zuständigen britischen Generalvorarbeiter, den Obermaurer, den Oberzimmermann und einen unbekannten Arbeiter darstellen. Das Gebäude hieß ursprünglich Government House, 1960 wurde er aber in Präsidentenpalast umbenannt.
Das Gebäude wurde während des Staatsstreichs der zyprischen Nationalgarde und der EOKA-B am 15. Juli 1974 durch Feuer zerstört und 1977 von der Abteilung für öffentliche Arbeiten und den Brüdern Philippou wieder aufgebaut. Die Wiederaufbaukosten wurden von der griechischen Regierung bezahlt.
Am 28. Mai 2010 wurde bekannt gegeben, dass das Gebäude mit 1,2 Millionen Euro modernisiert werden soll, um seine CO2-Emissionen zu reduzieren. Das Projekt umfasste Sonnenkollektoren auf dem Parkplatz, ein neues Belüftungssystem und den Austausch von Fenstern. Weitere 2,7 Millionen Euro wurden für den Bau einer neuen Halle für Zyperns EU-Ratspräsidentschaft 2012 ausgegeben. Die neue Halle wurde am 17. Mai 2012 eröffnet. Es bietet Platz für 500 Personen.